# Spermophora faveauxi
Spermophora faveauxi är en spindelart som beskrevs av Lawrence 1967. Spermophora faveauxi ingår i släktet Spermophora och familjen dallerspindlar.
Artens utbredningsområde är Kongo. Inga underarter finns listade i Catalogue of Life.